# Was ich liebte
Was ich liebte (OT.: What I Loved) ist der Titel eines 2003 publizierten Romans der amerikanischen Schriftstellerin Siri Hustvedt. Der Kunsthistoriker Leon Hertzberg erzählt die Geschichte seiner aus Deutschland emigrierten jüdischen Familie, seiner Ehe mit Erica und ihrer Freundschaft mit dem Maler William Wechsler und seiner Familie und fokussiert in diesem Zusammenhang die Themen Liebe, Verlust, Kunst und Psychologie. Im Mittelpunkt des dritten Teils steht das Schicksal von Williams drogenabhängigem Sohn Mark. Zugleich gibt der Erzähler einen Überblick über die akademische und künstlerische Szene im New York der 1980er und 1990er Jahre. Die deutsche Übersetzung von Uli Aumüller, Erica Fischer und Grete Osterwald erschien im selben Jahr.

## Überblick
Der 70-jährige Leon Hertzberg, Professor für Kunstgeschichte an der Columbia University in New York, erinnert sich im August 2000 an die ca. 25 Jahre zurückliegende Zeit seiner Ehe mit der Literaturwissenschaftlerin Erica Stein und der Freundschaft mit dem Maler William (Bill) Wechsler und seiner ersten Frau Lucille Alcott (Teil 1): Die Bindung der Ehepaare wird durch ihre beiden 1977 geborenen Söhne Matthew (Matt) und Mark verstärkt. Während sich William und Lucille 1981 trennen und er sein ehemalige Modell Violet Blom heiratet, bleibt Leons und Ericas Ehe relativ stabil, bis sie durch Matts Unfalltod 1989 in eine Krise gerät, die zur Trennung seiner Eltern führt (Teil 2). Im zweiten und dritten Romanteil konzentriert sich die Handlung auf den unbeständigen und drogenabhängigen Mark und die daraus entstehenden Beziehungsprobleme mit Hertzberg und Violet nach Williams Tod.

## Inhalt

### Teil 1
Die Rahmenhandlung des Romans beginnt mit Leon (Leo) Hertzbergs Fund von Violets Liebesbriefen an den Maler, die sich auf die Entstehung eines Aktbildes beziehen, bei dem sie das Modell war. Dieses Gemälde hat Hertzberg 1975 in einer Gruppenausstellung einer Galerie in der Prince Street in SoHo entdeckt und eine Woche später für 2500 Dollar gekauft. Seither hängt es in seiner Wohnung.

#### Emigration
Im Rückblick erinnert sich der allein in New York lebende, durch eine Augenkrankheit im Sehen eingeschränkte Protagonist an sein Leben und das seiner Frau Erica und ihrer Freunde William, Lucille und Violet. Leon, Erica und William haben eine ähnliche Familiengeschichte. Sie sind die Kinder von jüdischen Einwanderern und Emigranten aus Europa. Leo wurde 1930 in Berlin geboren. 1935 flüchteten seine Eltern nach London, nach drei Jahren zogen sie nach New York. Seine in Deutschland zurückgebliebenen Verwandten (Großmutter und Onkel, Tante mit ihren Zwillingen) starben im Konzentrationslager Auschwitz. Ericas Eltern verließen 1933 Berlin, sie wurde 1941 in New York geboren.

#### Wechslers Installationen
Die Hauptfiguren leben in einem akademisch-künstlerischen Milieu im Süden Manhattans. Hertzberg ist seit 1963 Professor für Kunstgeschichte an der Columbia University, Erica lehrt als Anglistin an der Rutgers University, Williams Frau Lucille Alcott, eine Professorentochter, ist Dichterin und Lektorin, William wohnt und arbeitet in seinem Atelier in einem leerstehenden Gebäude in der Bowery, ist 1975 als Künstler noch unbekannt und verdient seinen Unterhalt mit Maler- und Verputzarbeitern für Baufirmen.
Hertzberg interessiert sich für die Bilder und Installationen des Künstlers und fördert ihn durch seine Bekanntschaft mit dem Galeristen Bernie Weeks und durch Interpretationen, die als Broschüren bei den Vernissagen verteilt werden. Das am Anfang des ersten Teils beschriebene Gemälde einer liegenden halbnackten Frau mit dem rätselhaften Titel „Selbstporträt“ fasziniert ihn, weil darauf der Schatten des Künstlers und die Schuhe einer das Atelier verlassenden Frau, einer Beobachterin der Szene, zu sehen sind. Der Erzähler beschreibt im ersten Romanteil die Werke Williams, z. B. Bilder mit Rückenansichten der ins Bild hineinblickenden Figuren und Zeichnungen mit einer collageartigen Überdeckung, auf einer Glasplatte, mit Alltagsgegenständen. In seinen Werken verarbeitet der Künstler offenbar sein Leben und seine Träume: Porträts seines Vaters, Bau dreidimensionaler Werke, Kästen mit Puppen, Hysterie- und Hänsel-und-Gretel-Installationen, „Wechselbalg“-Märchenmotive. 26 Glaskästen, „Os Reise“, zeigen seine „parabolische Autobiographie“, sie sind „Hieroglyphen seines Innenlebens“. Diese Werke werden in der in diesen Jahren der prosperierenden New Yorker Kunstszene kontrovers diskutiert und William wird Ende der 1970er Jahre immer bekannter und seine Objekte werden vor allem von europäischen Sammlern gekauft.

#### Freundschaft der Protagonisten
Die Freundschaft der beiden Männer erweitert sich auf ihre Familien: William ist seit 1972 mit Lucille, Leon seit 1974 mit Erica verheiratet. William und Lucille beziehen nach Verkaufserfolgen eine Wohnung in Leons und Ericas Wohnblock in der Greene-Street. Lucille lässt sich bei ihren Dichtungen von Leon beraten und sucht dessen Anerkennung. Ihre 1977 geborenen Söhne Matthew und Mark wachsen gemeinsam auf und verstärken die Beziehungen. Nachdem es zwei Jahre nach der Geburt zum Streit zwischen dem Maler und seiner Frau kommt, lässt Lucilles Bindung an das Quartett nach, zumal die übersensible und auf ihre Dichtungen konzentrierte Lucille und die emotionale Erica sehr unterschiedliche Charaktere sind: William zieht zuerst wieder in sein Atelier und teilt sich mit seiner Frau die Betreuung ihres Sohnes Mark. Lucille nimmt einen einjährigen Lehrauftrag in Texas an, kehrt dann wieder in die Greene-Street zurück, bevor sie nach der Scheidung eine eigene Wohnung im Süd-Osten Manhattans bezieht. Durch die Kinder besteht weiterhin ein lockerer Kontakt zu den Hertzbergs und in diesem Zusammenhang kommt es zu einem zufälligen und folgenlosen sexuellen „Ausrutscher“ Leos mit ihr, die sie Erica verschweigen. 1991 heiratet Lucille den Princeton-Professor und Schriftsteller Phillip Richman, zieht mit ihm nach Cranbury, New Jersey, und verschwindet zunehmend aus dem Blickfeld der Hertzfelds.
1981 kehrt Violet Blom aus Paris zurück. 1975, als die damals ca. 21-jährige Studentin für Geschichte Williams Modell war, kam es zu keiner sexuellen Beziehung. Jetzt, nach dem Scheitern seiner Ehe, zieht sie zuerst in sein Atelier und nach ihrer Heirat in die Loftwohnung in der Greene-Street. Ihre Bücher über Hysterie und Magersucht inspirieren William zu seinen Installationen. Im Gegensatz zu Lucille verbindet Erica mit ihr eine Affinität und sie werden Freundinnen. 1984–1988 verbringen die Paare Leon-Erica und William-Violett mit den Kindern fünf gemeinsame Sommerferien in Vermont und zwischen den Malern William und Matthew entwickelt sich eine besondere Affinität.

### Teil 2

#### Entfremdung
Ein Jahr später wird diese glückliche Zeit durch den Tod des 13-jährigen Matthew beim Kanufahren auf dem Delaware während eines Camp-Aufenthaltes in Pennsylvania jäh abgebrochen. Die Eltern reagieren darauf mit unterschiedlicher Trauer, die durch Williams und Violets Fürsorge nicht gemildert werden kann, und dies führt zu einer Entfremdung. Erica kann den Anblick des im musealen Zustand erhaltenen Zimmer ihres Sohnes nicht mehr ertragen, nimmt eine Stelle an der Berkeley Universität in Kalifornien an, schreibt immer seltener Briefe und meidet Besuche in New York. Diese Lebensphase erzählt Hertzberg im zweiten Romanteil. Während Violet Studien über gesellschaftsbedingte Körper- und Krankheitsbilder publiziert und William auf dem Höhepunkt seines Könnens durch Zahlen inspirierte Installationen mit vielfältigen philosophischen und historischen Anspielungen zusammenstellt und einen Raum mit „Hundertundeiner Tür“ baut, zieht sich Leon in sein einsames Leben zurück. Er arbeitet über Goyas schwarze Malerei und träumt, von dessen wüsten Bildern angeregt, vom Sex mit Violet.

#### Pendelndes Doppelleben
In seiner Trauer um Matt kümmert sich Hertzberg vermehrt um Mark, der zwischen zwei Familien hin- und herpendelt. Er ist ein intelligenter Junge, hat aber Konzentrations- und Disziplin-Mängel. Er muss zu einer „progressiven“ Schule wechseln und zieht deshalb zu seiner Mutter nach Cranbury. Trotzdem wirkt er sorglos und sucht das Gespräch mit seinem „Onkel Leo“. Die Wochenenden verbringt er in New York und Leon überlässt ihm tagsüber Matts Zimmer für seine Hobbys. Meistens ruht er sich hier aus, liest und hört Musik. Er wirkt freundlich und erzählt aufgeschlossen von seinen täglichen Erlebnissen. Allmählich merkt Hertzberg, dass sich Mark nicht an Vereinbarungen hält, Ferienjobs abbricht und ihn und seine Eltern belügt. Er interessiert sich für Wave und hat sich einer laxen Subkultur-Szene angeschlossen. Die Jugendlichen treffen sich kostümiert und geschminkt und ziehen an den Wochenendnächten durch die Stadt in ihre Clubs, wo sich durch Musik und Drogen in Party-Stimmung bringen. Mark steht unter dem Einfluss des umstrittenen Performance- und Aktionskünstlers Theodore (Teddy) Giles, der durch seine schockierenden Körper-Installationen Aufsehen erregt. Es gibt Gerüchte, dass Giles Kinder missbraucht und einen Jungen, Rafael Hernandez, ermordet und zerstückelt haben soll. Da aber Beweise fehlen, vermutet man hinter der Fama eine Aktion des Künstlers, um sich ins Gespräch zu bringen.
Als sich Mark während seiner Adoleszenz immer mehr verändert, erzählt William Leon von der rätselhaften Schwäche seines Sohnes seit seiner Kindheit und von mehrmaligen psychologischen Behandlungen, die aber nur kurzfristig zu einer Stabilisierung führten („Kreislauf des Schreckens“). Die Lügen des jetzt 15-Jährigen häufen sich und er entwickelt immer gravierendere Symptome einer gespaltenen Persönlichkeit, eines pendelnden Doppellebens. Nachdem offenkundig wird, dass er Hertzberg und Viola bestohlen hat, seinen Hausarrest durch nächtliche Ausflüge durchbricht und dies hartnäckig abstreitet, wird er erneut therapiert und von den Eltern und Stiefeltern überwacht. William akzeptiert Marks psychische Störungen wie eine Behinderung, aber er leidet darunter und fühlt wegen seiner Trennung von der Familie schuldig. Er sah jedoch für sich keine andere Lebensmöglichkeit. Er stirbt 1995 in seinem Atelier an einem Herzinfarkt.

### Teil 3

#### Eskalation
Nach William Wechslers Tod zieht sich Violet in ihrer großen Trauer täglich in das Atelier zurück, wo sie die Malerkleidung ihres Mannes anzieht und an ihren Studien arbeitet. Hertzberg versorgt sie mit Essen und kümmert sich um Mark. Nach kurzer Stabilisierung und Abschluss der High-School kehren jedoch dessen alte Schwächen verstärkt zurück. Er stiehlt Violets Schmuck und verschwindet ohne Nachricht. Leon und Violet erfahren, dass er wieder in den Sog Teddy Giles geraten ist. Leon findet ihn im lebensgefährlichen Drogenrausch in Giles Wohnung und lässt ihn in eine Klinik bringen. Violet organisiert eine zweimonatige Entziehungskur in eine Rehaklinik für Suchtkranke in ihre Heimat in Minnesota und begleitet ihn während der Behandlung.
Der inzwischen 18-Jährige kehrt, angeblich geheilt, nach New York zurück und beteuert Hertzberg, dass er sich geändert habe. Violet ist skeptisch. Sie hat ihren Stiefsohn während seiner Therapie genau beobachtet und bezweifelt, dass er wirklich süchtig war. Sie vermutet ein empathieloses Täuschungsspiel mit unklarer Ursache und geringer Aussicht auf Heilung. Nach Leons Interpretation passt sich Mark jeweils einzelnen Situationen und Personen an und wirkt sympathisch und liebenswert, aber er habe keinen festen Persönlichkeitskern. Bestätigt wird seine Annahme durch ein labyrinthisches Erlebnis: Anfang Dezember geht Teddy Giles mit Mark, als Mrs. Giles verkleidet, auf Reisen und veranstaltet mit Hertzberg ein Suchspiel mit hinterlassenen Nachrichten auf den nächsten Aufenthaltsort und Warnungen, Mark zu Giles toter Mutter zu schicken. Als Leon nach den Stationen Minneapolis und Iowa City die beiden schließlich in Nashville findet und zur Rede stellt, erklären sie ihm ihr Versteckspiel als künstlerische Aktion. Bei der Rückkehr ins Hotel versucht jedoch Giles Hertzberg gewaltsam in sein für ein gruseliges Happening ausgestaltetes Zimmer zu zerren. Ein Hotelgast rettet ihn und er kehrt krank ohne Mark nach New York zurück. Hier erfahren Leon und Violet von der Ermordung Rafaels und dem Fund seiner zerstückelten Leiche. Ein Zeuge beschuldigt Teddy Giles und entlastet Mark, der nach der Tat mit ihm zusammen gesehen wurde. Auch nach diesem einschneidenden Erlebnis ändert sich nichts an Marks unbeständigem Leben, das er mit dem väterlichen Erbe finanziert, und Violet und Leon brechen ihre Beziehungen zu ihm ab.

#### Musen der Erinnerung
Nach ihrer Lösung aus den Verpflichtungen Mark gegenüber gesteht Hertzberg Violet seine Liebe, die sie aber wegen ihrer Bindung an William nicht erwidern kann. Sie hat bereits einen Lehrauftrag an der American University in Paris angenommen und will mit ihrer New Yorker Lebensphase abschließen. In ihrem Resüme beurteilt sie Lucille als emotionslos und auch William habe sie trotz der intensiven gegenseitigen Liebe nicht in den Kern seiner Persönlichkeit blicken lassen.
Leon bleibt einsam in New York zurück. Erica kommt nur noch zu einem jährlichen freundschaftlichen Besuch und nimmt nicht mehr die alte Beziehung auf. Ein Jahr vor seiner Emeritierung verschlechtert sich Hertzbergs Sehkraft und schränkt sein Leben weiter ein. Der Künstler Lazlo Finkelman wird sein Assistent, hilft ihm bei seinem Buch über William, das 2002 zur Retrospektive des Künstlers im Whitney Museum fertiggestellt werden soll. Er liest ihm täglich aus Musils „Mann ohne Eigenschaften“ vor und besucht ihn mit seiner Frau, der Tänzerin Pinky Navatsky, und dem zweieinhalb Jahre alten Sohn Will, die für ihn eine Art Ersatzfamilie geworden sind.
Bei der Sichtung von Williams Bücher-Nachlass findet er fünf Liebesbriefe Violets an den Maler mit Bezug auf sein „Selbstporträt“. Er schickt sie ihr nach Paris und legt die Kopien in seine Schublade mit Erinnerungsgegenständen, mit denen er sein „Spiel der beweglichen Gegenstände“ spielt, das durch die verschiedenen Anordnungen „die Geister der Verstorbenen, der Verschollenen und Imaginären herbeiruft […] Die Gegenstände werden zu Musen der Erinnerung“.

## Biographische Bezüge
Was ich liebte wird oft als „New York-Roman“ bezeichnet. Die Handlungsorte und die Wege der Protagonisten kann der Leser auf dem Stadtplan verfolgen, ebenso erhält er Informationen über die Entwicklung der Kunstszene von den 1970er Jahren bis zur Jahrhundertwende. Dies zeigt die Ortskenntnis der Autorin, die seit 1978 in der Stadt lebt. In einer Diskussion über 9/11, den 11. September 2001 beschrieb sie New York als „ebenso sehr eine Idee wie ein tatsächlicher Ort“.
Große Beachtung fanden in der Literaturkritik die biographischen Bezüge des Romans, den die Autorin ihrem Mann gewidmet hat. Eine Rezension im New York Observer untersucht die vielen Überschneidungen zwischen Fakt und Fiktion in der Charakterisierung der Protagonisten und ihrer Beziehungsprobleme, Z. B. hat Violet Blom skandinavischen Vorfahren, sie wurde in Minnesota geboren, besuchte das St. Olaf College in Northfield, studierte an der Columbia University und schrieb eine Dissertation über Hysterie. In ihrer Danksagung verweist die Autorin auf die entsprechende Arbeit ihrer Schwester Asti. Dies erinnert an die Biographie der Autorin, wie sie im Roman Die zitternde Frau beschrieben wird. Hustvedts Migräneanfälle und ihre stark ausgeprägte Empathie findet man dagegen bei Erica. Während Hustvedt in Interviews gerne über die Ähnlichkeiten zwischen ihrer eigenen Ehe und denen der beiden Paare in Was ich liebte spricht – Violet und Bill, Leo und Erica – weigert sie sich, wie auch ihr Mann, über Austers Sohn aus erster Ehe, Daniel, zu sprechen, der als 18-Jähriger in einen spektakulären Mordfall und einen Diebstahl verwickelt war. Gerade die offenkundigen Assoziationen der tragischen Auster-Familiengeschichte mit Mark Wechsler, seiner vom Vater William geschiedenen Mutter Lucille und seiner Stiefmutter Violet im zweiten und dritten Teil des Romans haben die Aufmerksamkeit auf sich gezogen und die Frage nach Hustvedts Interpretation der Situation Auster-Davis aufgeworfen. Durch Daniels Drogentod 2022 und den seiner kleinen Tochter Ruby ein halbes Jahr zuvor wurde das Interesse der Öffentlichkeit für Hustvedts Roman erneuert.

## Rezeption
Was ich liebte wurde überwiegend positiv rezipiert: Naumann bezeichnet den Roman als gebildet und kunstvoll konstruiert. Ihm gefallen der schnörkellose Stil, die unaufdringlichen Selbstreflexion, die mikroskopisch genaue Schilderung der seelischen Bewegungen seiner Figuren, die bisweilen kieselkühlen Darstellung der Lebensnöte der fünf Menschen und insgesamt die konservative Sicht einer „bürgerlichen Welt, die in existenzieller Blindheit endgültiger Todesstarre entgegentreibt, eines Milieus, dessen Bewohner sich vergebens nach ewiger Liebe sehnen und doch nicht ahnen, was es gewesen sein könnte, das sie verloren haben“.
Auch Schrader lobt das glaubwürdig gespannte gefühlsbeladene Beziehungsgeflecht. Person würdigt die Verbindung von Familiendrama und Psychothriller bzw. „Philothriller“, der das spannende und intelligente Panorama der Wechselfälle sowohl des Lebens als auch der Kunst zeige. Für März ist Was ich liebte Hustvedts eindrucksvollster und ambitioniertester Roman.
Bei einzelnen Aspekten sind die Rezensenten unterschiedlicher Meinung. März bemängelt die Verbindung der Tragödie des gewaltverherrlichenden Performance-Künstlers Teddy Giles, der sie an den Musiker Marilyn Manson erinnert, mit aktueller Kulturkritik. Schrader kritisiert den von der Autorin eher pflichtbewusst gemeisterten intellektuellen Ballast der Reflexionen. Frick missfällt bei der Mischung aus Wahrheit und Dichtung die aufdringliche Rückbindungen in die autobiografische Wirklichkeit. Zwar seien viele Reflexionen der Protagonisten kunstvoll und intellektuell anregend, aber auch artifiziell leblos.